# Средний (вулкан)
Средний — потухший вулкан на полуострове Камчатка, Россия.
Вулкан относится к Срединному вулканическому поясу и Седанкинскому вулканическому району.
Он находится на западном склоне Срединного хребта, к востоку от вулкана Тузовского.
Форма вулкана представляет собой пологий щит. На вершине располагается пологий кратер диаметром 250 м. В географическом плане вулканическое сооружение имеет вытянутую в меридиональном направлении форму с осями 4 × 9 км, площадью в 32 км². Объём изверженного материала ~5 км³. Абсолютная высота — 1410 м, относительная : южных склонов — около 680 м, северных — 400 м.
Состав продуктов извержений представлен базальтами.
Деятельность вулкана относится к голоценовому периоду.